# Ørestad Station
 Der er for få eller ingen kildehenvisninger i denne artikel, hvilket er et problem. Du kan hjælpe ved at angive troværdige kilder til de påstande, som fremføres i artiklen.

Ørestad Station er en station for både fjerntogstrafik og Metro midt i Ørestad i København. Passagerer fra station kan benytte både M1 samt regionaltog til Københavns Lufthavn, Indre By samt Malmø. Stationen ligger i takstzone 3. Stationen ligger tæt på Skandinaviens næststørste indkøbscenter, Field's. Desuden ligger Multihallen Royal Arena lidt syd for stationen.
For metro stationen var passagertallet pr. dag i 2012 i gennemsnit 7.100 personer .

## Historie
Jernbanestationen åbnede i 2000, men blev ikke meget brugt da der på det tidspunkt hverken var metro eller storcenter og Ørestad Boulevard endte blindt ved Vestamager. Metrostationen åbnede i 2002, og gav flere passagerer ligesom der nu kunne skiftes til bus på Kay Fiskers plads. Imidlertid var der stadig primært lokale passagerer til parcelhusområderne i Tårnby, da der endnu ingen bebyggelse var i Ørestad Syd og Fields endnu ikke var åbnet. I 2004 åbnede Fields hvilket igen betød en forøgelse af passagertallet - men især for metrostationen. I 2006 åbnede Otto Baches allé med forbindelse til Kongelundsvej og ved samme lejlighed kom der bustrafik forbi både Ørestad og Vestamager St. og stationen skiftede dermed karakter til at være et vigtigt lokalt trafikknudepunkt - her begyndte S-bus 500S også at få endestation på Ørestad. Endelig i 2010 begyndte salget af de første lejligheder i Ørestad Syd.
Stationen blev oprindeligt bygget med to spor til fjerntog, med perroner yderst. Næsten lige siden har denne løsning været kritiseret, idet der er ikke mulighed for at foretage krydsninger. Men der har i nogen grad været taget højde herfor, da der er reserveret plads på begge sider og perronerne er forberedt til ekstra spor;så der mangler stort set kun fire sporskifter og i alt cirka 700 meter spor.

## Antal rejsende
Ifølge Østtællingen var udviklingen i antallet af dagligt afrejsende:
| År   | Antal | År   | Antal |
| ---- | ----- | ---- | ----- |
| 1998 | -     | 2004 | 2.453 |
| 2000 | 245   | 2005 | 2.682 |
| 2001 | 348   | 2006 | 3.553 |
| 2002 | 835   | 2007 | 3.051 |
| 2003 | 1.090 | 2008 | 2.876 |

Ifølge Ørestadsselskabet var udviklingen i antallet af dagligt afrejsende med Metroen:
| År         | Antal |
| ---------- | ----- |
| 11.12.2002 | 1.521 |
| 02.04.2004 | 9.094 |
| 15.04.2005 | 5.589 |